# Щербинівка (Богодухівський район)
Щерби́нівка —  село в Україні, у Валківській міській громаді Богодухівського району Харківської області. Населення становить 32 осіб. До 2020 орган місцевого самоврядування — Заміська сільська рада.

## Географія
Село Щербинівка знаходиться за 4 км від м. Валки, на відстані 2 км розташовані населені пункти Перепелицівка і Мала Кадигробівка, поряд з селом знаходяться декілька лісових масивів: ліс Поштовий, ліс Казенний, Кашпурів Ліс (дуб).

## Історія
12 червня 2020 року, розпорядженням Кабінету Міністрів України № 725-р «Про визначення адміністративних центрів та затвердження територій територіальних громад Харківської області», увійшло до складу Валківської міської громади.
19 липня 2020 року, в результаті адміністративно-територіальної реформи та ліквідації Валківського району, село увійшло до складу Богодухівського району.